# Ченнаи (аэропорт)
Международный аэропорт Ченнаи (ИАТА: MAA, ИКАО: VOMM) (там. சென்னை பன்னாட்டு விமான நிலையம்) расположен в городе Меенамбаккам в 7 км к югу от Ченнаи, Индия. Это третий по важности международный аэропорт Индии после Международного аэропорта имени Чатрапати Шиваджи (Мумбаи) и Международном аэропорту имени Индиры Ганди (Дели), и является главным авиационным хабом Южной Индии, в 2007 году перевезено 10 млн пассажиров (международных и внутренних рейсов) и принимает самолёты более 50 различных авиакомпаний. Международный аэропорт Ченнай в 2007 году занимал 14-е место в списке аэропортов с наиболее быстрорастущим пассажирским трафиком. Ченнай также является вторым после Мумбаи грузовым хабом Индии. Международный аэропорт Ченнаи является хабом для авиакомпаний Air India.

## История

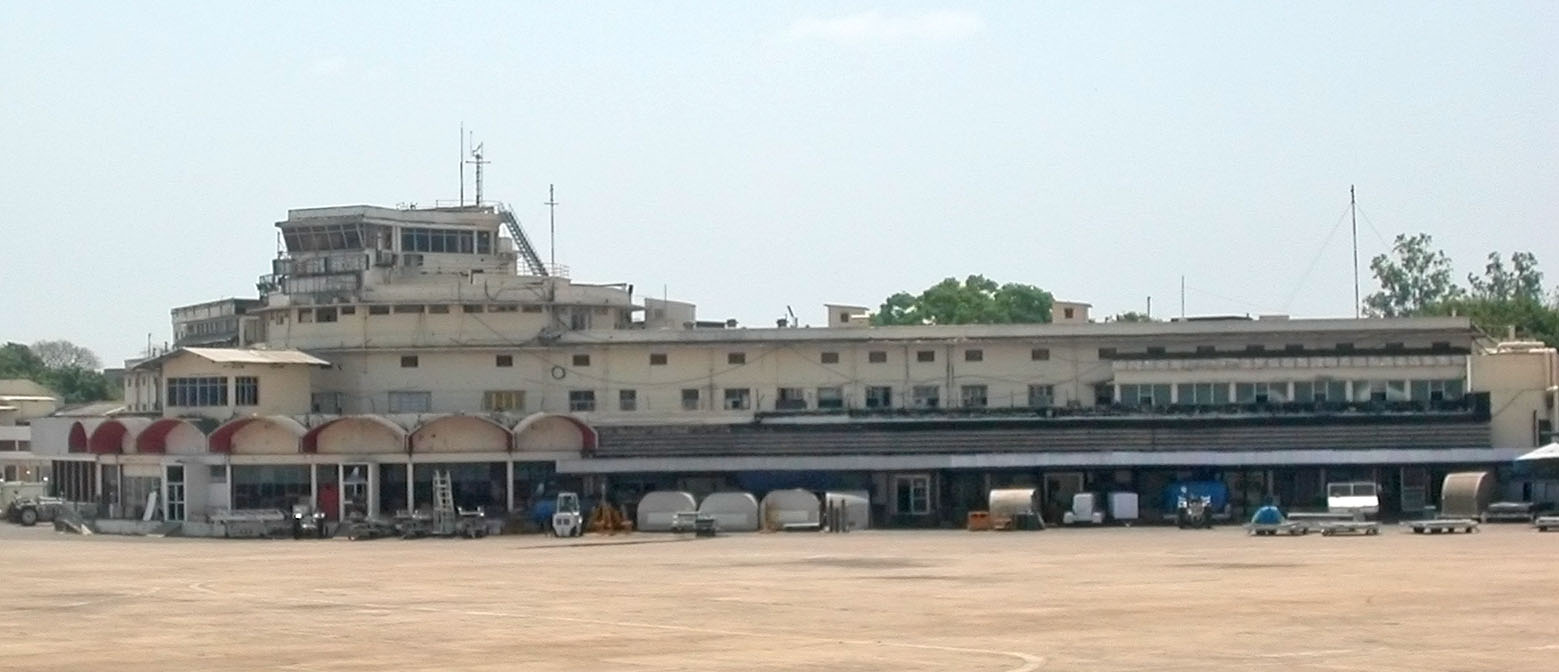
Старый терминал Меенамбаккам

Аэропорт Ченнаи был одним из первых аэропортов Индии, через него проходил первый рейс Air India из Бомбея в Бельгию в 1954 году. Первый пассажирский терминал аэропорта был построен на северо-восточной стороне лётного поля, в пригороде Меенамбаккам, вследствие чего аэропорт также назывался Аэропорт Меенамбаккам. Новый терминальный комплекс был построен с южной стороны около Паллаверам, в него были переведены все пассажирские рейсы. Старое здание терминала в настоящее время используется в качестве грузового терминала и является базой индийской авиакомпании Blue Dart.

## Терминалы

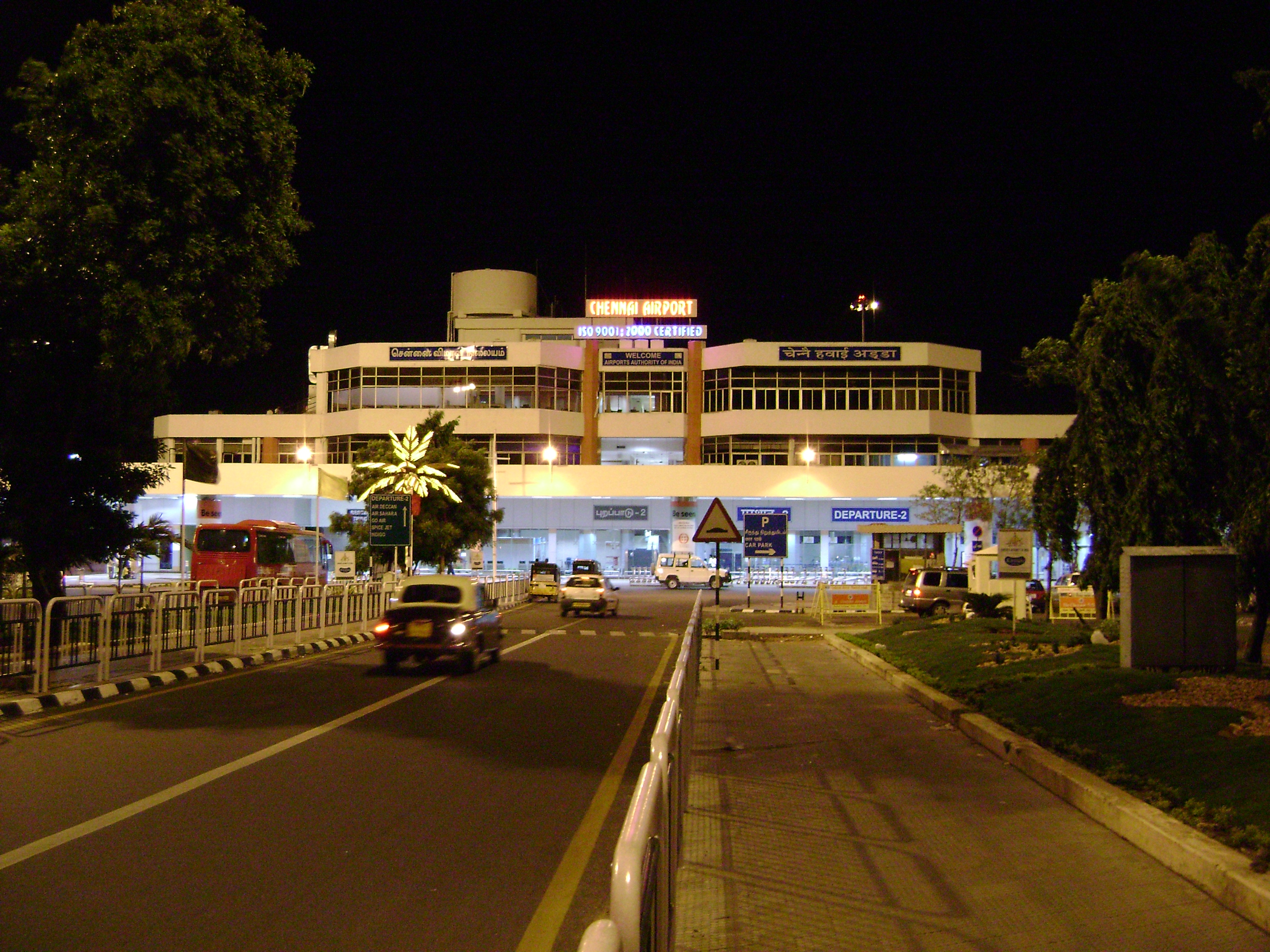
Аэропорт Ченнай ночью

В Международном аэропорту Ченнаи три терминала: старый терминал в Меенамбаккам используется в качестве грузового, а новый пассажирский терминальный комплекс расположен около Паллаверам. Пассажирский терминальный комплекс состоит из внутреннего и международного терминалов, связанных административным зданием между собой. Несмотря на то, что комплекс является единой структурой, он был достроен терминалами Камарай и Анны в 1988 году.
Первой достроенной частью был международный терминал с двумя телетрапами, а затем — внутренний терминал с тремя телетрапами. После окончания строительства внутреннего терминала старый терминал в Меенамбаккам был переоборудован в грузовой. Недавно международный терминал был увеличен к югу и у него появилось ещё три телетрапа. В настоящее время новый блок в международном терминале используется для вылета, а старый — для прибытия.
Аэропорт является первым в стране, сертифицированным по ISO 9000, сертификацию аэропорт прошёл в 2001 году.

## Статистика
DB стоящее время Международный аэропорт Ченнай обслуживает около 25 взлётов-посадок каждый час, к 2014-15 годам ожидается, что этот показатель значительно вырастет. Однако пиковая нагрузка будет достигнута задолго до этого времени. Международный терминал Анна обслужил 3 410 253 пассажиров в 2007-08 финансовом году а его пропускная способность составляет 3 млн пассажиров ежегодно (то есть, его пропускная способность уже меньше пассажирского трафика). Также внутренний терминал Камрай, который перевёз 7 249 501 пассажиров в 2007-08 финансовом году, имеет пропускную способность 6 млн пассажиров ежегодно. В общей сложности в 2007-08 финансовом году было перевезено 10 659 754 пассажиров. Грузооборот за тот же период составил 270 608 тонн.

## Модернизация и развитие
Аэропорт Меенамбаккам по плану должен был пройти модернизацию и расширение. Работы были проведены Airports Authority of India и включали строительство дополнительных ВПП, рулёжных дорожек, увеличение перрона и новых средств обслуживания пассажиров. Работы по расширению предполагают приобретение земельных участков на близлежащих территориях. Развитие аэропорта затронет территории Манапаккам, Колапаккам, Керугамбаккам и Тарапаккам в Шриперумбудуре после получения необходимых разрешений.
На первом этапе расширения Правительство должно предложить компенсацию 947 домохозяйствам на этих территориях и предоставить им другое жильё.
Проект предполагает строительство ветки Метрополитена Ченнаи в Международный аэропорт Ченнаи, которая позволит пассажирам попасть в разные районы города. Строительство ветки должно завершиться в 2013—2014 году.

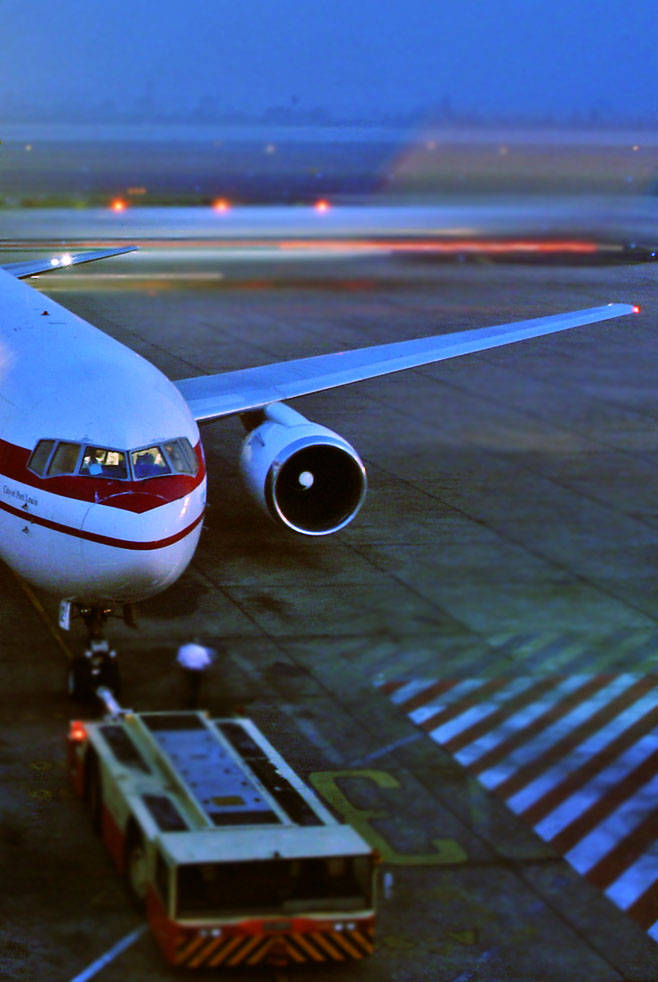
Вид со смотровой галереи

## Аэропорт Нью-Гринфилд
Глава правительства Тамилнада М. Карунанидхи объявил о строительстве нового аэропорта в Шрипеумбудур и Тилуваллур, что не отменяет расширения существующего аэропорта в Меенамбаккаме.
Новый аэропорт будет иметь площадь 14,11 кв. км., в то время как расширение старого составит 4,33 кв. км.

## План строительства нового интегрированного терминала
Аэропорт Ченнай сделает Индию более зелёной
Airports Authority of India привлекли архитекторов Frederic Schwartz Architects, Hargreaves Associates, and Gensler из США и Creative Group из Нью-Дели к проекту реконструкции внутреннего и международного терминалов аэропорта Ченнай. Бюджет проекта, который должен завершиться в 2010 году, составляет 300 млн долл., и в результате аэропорт Ченнай станет наиболее экологически благополучным в Индии.
Над проектом работают четыре компании. Hargreaves Associates отвечает за ландшафтный дизайн, Frederic Schwartz — проект зданий со стороны взлётно-посадочной полосы. Creative Group является иедийским участником проекта. Предложенный проект будет связан с существующими терминалами. Пропускная способность нового терминал, а составит 10 млн пассажиров в год, вместе с другими терминалами суммарная пропускная способность аэропорта составит 23 млн пассажиров в год. Площадь зданий терминалов составит около 40,000 кв. м., в нём будет расположено 140 стоек регистрации и 60 пунктов иммиграционного контроля, а также две взлётно-посадочные полосы соединит рулёжная дорожка.

## Транспорт
Аэропорт расположен вблизи загруженного шоссе Ченнай — Тиручирапалли (Большая Южная Магистраль; Национальное Шоссе 45), а также находится роядом со станцией Аэропорт (Тирисулам) пригородной железнодорожной сети. Предложено строительство ветки Метрополитена Ченнай до аэропорта.

## Терминалы и назначения
Внутренние рейсы в Аэропорту Ченнай принимаются во Внутреннем терминале Камарай (KDT), международные — в Международном терминале Анна (AIT). Старый терминал в Меенамбаккам используется в качестве грузового

### Терминал Камарай (Внутренний)
| Авиакомпании      | Назначения                                                    |
| ----------------- | ------------------------------------------------------------- |
| Air India         | Калькутта, Мумбаи                                             |
| Air India Express | Хайдарабад, Кожикоде, Мумбаи, Тричи                           |
| IndiGo Airlines   | Бангалор, Дели, Джайпур, Калькутта, Мумбаи, Пуна              |
| SpiceJet          | Ахмедабад, Багдогра, Коимбатор, Дели, Калькутта, Мумбаи, Пуна |

### Терминал Анна (Международный)
| Авиакомпании               | Назначения                                             |
| -------------------------- | ------------------------------------------------------ |
| Air Arabia                 | Шарджа                                                 |
| Air Asia                   | Куала-Лумпур                                           |
| Air France                 | Париж-Шарль де Голль                                   |
| Air India                  | Даммам                                                 |
| Air India Express          | Коломбо, Дубай, Куала-Лумпур, Кувейт, Шарджа, Сингапур |
| Air Mauritius              | Маврикий                                               |
| Batik Air                  | Денпасар                                               |
| British Airways            | Лондон-Хитроу                                          |
| Cathay Pacific             | Гонконг                                                |
| Emirates                   | Дубай                                                  |
| Etihad Airways             | Абу-Даби                                               |
| Gulf Air                   | Бахрейн                                                |
| Garuda Indonesia           | Сингапур, Медан                                        |
| JetLite                    | Коломбо                                                |
| Kuwait Airways             | Кувейт                                                 |
| Lufthansa                  | Франкфурт                                              |
| Malaysia Airlines          | Куала-Лумпур                                           |
| Oman Air                   | Маскат                                                 |
| Qatar Airways              | Доха                                                   |
| Saudi Arabian Airlines     | Джедда, Рийяд                                          |
| Singapore Airlines         | Сингапур                                               |
| SriLankan Airlines         | Коломбо                                                |
| Thai Airways International | Бангкок, Дубай                                         |
| Tiger Airways              | Сингапур                                               |

### Грузовой терминал
| Авиакомпании                           |
| -------------------------------------- |
| Air India Cargo                        |
| Air France Cargo                       |
| Allied Cargo Services [с 2009 года]    |
| Atlas Air                              |
| Blue Dart Aviation                     |
| British Airways World Cargo            |
| Cargolux                               |
| Cathay Pacific Airways Cargo (Гонконг) |
| Champion Air                           |
| DHL                                    |
| Emirates SkyCargo                      |
| Etihad Crystal Cargo                   |
| FedEx Express                          |
| Flyington Freighters [запланирован]    |
| Gemini Air Cargo                       |
| Global Supply Systems                  |
| Great Wall Airlines (Китай)            |
| Korean Air                             |
| Lufthansa Cargo                        |
| Polar Air Cargo                        |
| Qatar Airways Cargo                    |
| Singapore Airlines Cargo               |
| Transmile                              |